# South Cerney
South Cerney ist eine Gemeinde im District Cotswold in der Grafschaft Gloucestershire, einige Kilometer südlich von Cirencester, nahe an der Grenze zu Wiltshire.
Der Ort hat (2001) 3074 Einwohner und liegt am River Churn im Cotswold Water Park, einem Gebiet mit mehr als 140 Seen, die durch Kiesabbau gebildet wurden, und heute zum Teil als Freizeitgelände genutzt werden.
South Cerney wurde 999 gegründet.